# Gustaf Valley
Gustaf Valley, född 27 mars 1866 i Gävle, död 9 juni 1938 i Malmö, var en svensk ingenjör.
Efter avslutade skolstudier begav sig Valley 1888 till USA, där han vistades till 1897, då han avgick som överingenjör vid Steel Motor Company i Johnstown, Pennsylvania. Han återvände därefter till hemlandet och slog sig ned i Malmö, där han verkade som konsulterande ingenjör. Han tog redan från början livlig del i stadens kommunala angelägenheter; han var bland annat ledamot av styrelsen för Malmö stads spårvägar 1904–1915 och styrelsen för Malmö stads elektricitetsverk 1907–1915.
I övrigt var Valley bland annat ombudsman för Sveriges verkstadsförenings södra krets, medlem av maskin- och redskapsprovningsnämnden vid Alnarps lantbruks- och mejeriinstitut, teknisk inspektör för Allmänna brandförsäkringsverket och statens bilbesiktningsman. Han verkade senare inom bilbranschen; han övertog 1921 Scania-Vabis bilverkstad på Bergsgatan 18 i Malmö, vilken han under lång tid drev som egen rörelse under namnet Scania bilverkstad. Den tidigare verkstadsbyggnaden kom sedermera att inrymma Kulturbolaget.
Gustaf Valley är begravd på Sankt Pauli mellersta kyrkogård i Malmö.